# Letecké katastrofy
Letecké katastrofy (v anglickém originále Mayday nebo Air Crash Investigations) jsou kanadskou dokumentární rekonstrukcí leteckých nehod. Letecké nehody jsou zde rekonstruovány na základě úředních dokumentů, výpovědí účastníků, záznamů z černých skříněk a názoru odborníků. Seriál běží v České republice na stanici ČT2. Dříve komentář k seriálu dabovala Valérie Zawadská, od páté řady komentář dabuje Renata Volfová.

## Seznam dílů

### První řada (2003)
| Č. v seriálu | Č. v řadě | Původní název      | Český název                   | Článek                     | Premiéra v Kanadě | Premiéra v ČR   | Číslování na ČT |
| ------------ | --------- | ------------------ | ----------------------------- | -------------------------- | ----------------- | --------------- | --------------- |
| 1            | 1         | Racing the Storm   | Závod s bouří                 | Let American Airlines 1420 | 3. září 2003      | 11. března 2008 | s02e16          |
| 2            | 2         | Unlocking Disaster | Když se za letu otevřou dveře | Let United Airlines 811    | 10. září 2003     | 9. ledna 2007   | s01e02          |
| 3            | 3         | Flying Blind       | Když nefungují přístroje      | Let Aeroperú 603           | 17. září 2003     | 23. ledna 2007  | s01e04          |
| 4            | 4         | Flying on Empty    | Když dojde palivo             | Let Air Transat 236        | 8. října 2003     | 16. ledna 2007  | s01e03          |
| 5            | 5         | Cutting Corners    | Smrt v Tichém oceánu          | Let Alaska Airlines 261    | 15. října 2003    | 5. února 2008   | s02e11          |
| 6            | 6         | Fire on Board      | Když na palubě vypukne požár  | Let Swissair 111           | 22. října 2003    | 2. ledna 2007   | s01e01          |

### Druhá řada (2005)
| Č. v seriálu | Č. v řadě | Původní název         | Český název                      | Článek                              | Premiéra v Kanadě | Premiéra v ČR   | Číslování na ČT |
| ------------ | --------- | --------------------- | -------------------------------- | ----------------------------------- | ----------------- | --------------- | --------------- |
| 7            | 1         | Blow Out              | Muž, který přežil svou smrt      | Let British Airways 5390            | 23. ledna 2005    | 25. března 2008 | s02e18          |
| 8            | 2         | A Wounded Bird        | Osudná vrtule                    | Let Atlantic Southeast Airlines 529 | 30. ledna 2005    | 18. března 2008 | s02e17          |
| 9            | 3         | The Killing Machine   | Když na palubu vstoupí teroristé | Let Air France 8969                 | 6. února 2005     | 6. února 2007   | s01e03          |
| 10           | 4         | Deadly Crossroads     | Když je nebe příliš těsné        | Srážka letadel nad Überlingenem     | 13. února 2005    | 30. ledna 2008  | s01e05          |
| 11           | 5         | Lost                  | Ztraceni                         | Let American Airlines 965           | 20. února 2005    | 15. ledna 2008  | s02e08          |
| 12           | 6         | Missing over New York | Mlha nad New Yorkem              | Let Avianca 052                     | 27. února 2005    | 29. ledna 2008  | s02e10          |

## Seznam dílů vysílaných v ČT

### Druhá řada
| Díl | Český název                                | Původní název                    | Článek                            | Původní číslování  |
| --- | ------------------------------------------ | -------------------------------- | --------------------------------- | ------------------ |
| 1.  | Srážka století                             | Crash of Century                 | Letecké neštěstí na Tenerife 1977 | 90minutový speciál |
| 2.  | Chlapec v kokpitu                          | Kid in Cockpit                   | Let Aeroflot 593                  | s03e07             |
| 3.  | Drama nad horou Fudži                      | Out of Control                   | Let Japan Airlines 123            | s03e04             |
| 4.  | Bomba pod sedadlem                         | Bomb on Board                    | Philippine Air Lines č. 434       | s03e13             |
| 5.  | Útok na poštovní letadlo                   | Attack Over Baghdad              |                                   | s03e05             |
| 6.  | Únos nad Indickým oceánem                  | Ocean Landing                    | Let Ethiopian Airlines 961        | s03e06             |
| 7.  | Na vlásku                                  | Hanging by a Thread              | Let Aloha Airlines 243            | s03e11             |
| 9.  | Tragická záměna                            | Mistaken Identity                | Let Iran Air 655                  | s03e01             |
| 12. | Tajemství letu č. 990                      | Death and Denial                 | Let EgyptAir 990                  | s03e08             |
| 13. | Letecké neštěstí v Mnichově 1958 (speciál) | Munich Air Disaster              |                                   | s11e05             |
| 14. | Rvačka v pilotní kabině                    | Fight for Your Life              | Let FedEx Express 705             | s03e09             |
| 15. | Pád helikoptéry                            | Helicopter Down                  |                                   | s03e10             |
| 19. | Jak přežít leteckou havárii                | Survivors Guide to Plane Crashes |                                   | mimo cyklus        |

### Třetí řada
| Díl | Český název                          | Původní název                 | Článek                 | Původní číslování |
| --- | ------------------------------------ | ----------------------------- | ---------------------- | ----------------- |
| 1.  | Zázrak v New Yorku (neoficiální díl) | Hudson River Runway           | Let US Airways 1549    | mimo cyklus       |
| 2.  | Lockerbie                            | Lockerbie Disaster            | Let Pan Am 103         | s07e02            |
| 3.  | Smrtící mrak                         | Falling from the Sky          | Let 9 British Airways  | s04e02            |
| 4.  | Operace Babylift                     | Operation Babylift            |                        | s07e04            |
| 5.  | Kluzák z Gimli                       | Gimli Glider                  | Let Air Canada 143     | s05e02            |
| 6.  | Panika nad Pacifikem                 | Panic over the Pacific        |                        | s04e06            |
| 7.  | Záhada zavřených dveří               | Behind Closed Doors           |                        | s05e03            |
| 8.  | Tajemná srážka                       | Phantom Strike                |                        | s05e10            |
| 9.  | Smrt nad Tchajwanským průlivem       | Scratching the Surface        |                        | s07e01            |
| 10. | Ničivá bouře                         | Southern Storm                |                        | s05e06            |
| 11. | Neštěstí v Dubrovníku                | Fog of War                    |                        | s04e10            |
| 12. | Exploze nad Atlantikem               | Air India: Explosive Evidence | Let Air India 182      | s05e07            |
| 13. | Smrtící nadváha                      | Dead Weight                   |                        | s05e05            |
| 14. | Tragédie bez zjevné příčiny          | Blown Apart                   |                        | s07e03            |
| 15. | Únik z pekla                         | Miracle Escape                |                        | s04e01            |
| 16. | Neviditelný zabiják                  | Invisible Killer              |                        | s05e01            |
| 17. | Pád do Karibského moře               | Mixed Signals                 |                        | s05e08            |
| 18. | Osudná nepozornost                   | Fatal Distraction             |                        | s05e09            |
| 19. | Osudná noc nad Rudým mořem           | Vertigo                       | Let Flash Airlines 604 | s04e07            |
| 20. | Požár na palubě                      | Fire Fight                    |                        | s04e03            |
| 21. | Nezdařené přistání                   | Missed Approach               |                        | s04e04            |
| 22. | Letadlo mrtvých duší                 | Ghost Plane                   | Let Helios Airways 522 | s04e08            |
| 23. | Skryté nebezpečí                     | Hidden Danger                 |                        | s04e05            |
| 24. | Srážka nad Dillí                     | Sight Unseen                  |                        | s07e05            |

### Čtvrtá řada
| Díl | Český název       | Původní název        | Článek                        | Původní číslování |
| --- | ----------------- | -------------------- | ----------------------------- | ----------------- |
| 1.  | Pilot vs. letadlo | Pilot vs. Plane      | Let Air France 296Q           | s09e03            |
| 2.  | Cíl zničen        | Target is Destroyed  | Let Korean Air 007            | s09e05            |
| 3.  | Příliš rušné nebe | System Breakdown     |                               | s08e01            |
| 4.  | Kruté nebe        | Cruel Skies          |                               | s08e02            |
| 5.  | Panika zabíjí     | Panic on the Runway  | Let British Airtours 28M      | s09e01            |
| 6.  | Nebezpečné ticho  | Alarming Silence     | Let Northwest Airlines 255    | s09e02            |
| 7.  | Srážka na dráze   | Cleared for Disaster | Let USAir 1493                | s09e04            |
| 8.  | Vražedná námraza  | Cold Case            |                               | s09e06            |
| 9.  | Poslední poryv    | The Final Blow       | Let Air Inter 148             | s09e07            |
| 10. | Selhání systému   | Cracks in the System | Let Chalk's Ocean Airways 101 | s09e08            |

### Pátá řada (2011)
| Díl | Český název                                | Původní název       | Článek              | Původní číslování |
| --- | ------------------------------------------ | ------------------- | ------------------- | ----------------- |
| 1.  | Selhání pilota                             | Cockpit Failure     |                     | s10e01            |
| 2.  | Zmizelý důkaz (Záhada na letišti Heathrow) | The Heathrow Enigma |                     | s10e02            |
| 3.  | Oklamaný pilot                             | Pilot Betrayed      |                     | s10e03            |
| 4.  | Smrtící/smrtelná únava                     | Dead Tired          | Let Colgan Air 3407 | s10e04            |
| 5.  | Přistání na Hudsonu                        | Hudson River Runway | Let US Airways 1549 | s10e05            |
| 6.  | Přistání v Amsterdamu (Čí je to vina)      | Who's In Control?   |                     | s10e06            |

### Šestá řada (2011–12)
| Díl | Český název           | Původní název                | Článek                | Původní číslování |
| --- | --------------------- | ---------------------------- | --------------------- | ----------------- |
| 1.  | Smrtící pověst        | Deadly Reputation            | Let TAM Airlines 3054 | s11e01            |
| 2.  | Osudná výška          | The Plane That Flew Too High |                       | s11e02            |
| 3.  | Tíživá nejistota      | Split Decision               |                       | s11e03            |
| 4.  | Havárie nad Texasem   | Break Up Over Texas          |                       | s11e04            |
| 5.  | Klíčový okamžik       | Turning Point                |                       | s11e06            |
| 6.  | Chybný přístup        | Bad Attitude                 |                       | s11e07            |
| 7.  | Slepý úhel            | Blind Spot                   |                       | s11e08            |
| 8.  | Pod tlakem            | Under Pressure               |                       | s11e09            |
| 9.  | Vrah na palubě        | Im The Problem               |                       | s11e10            |
| 10. | Když není kde přistát | Nowhere To Land              |                       | s11e11            |

### Sedmá řada (2012–13)
| Díl | Český název                   | Původní název                  | Článek                     | Původní číslování |
| --- | ----------------------------- | ------------------------------ | -------------------------- | ----------------- |
| 1.  | Souboj s řízením              | Fight for Control              |                            | s12e01            |
| 2.  | Požár v nákladovém prostoru   | Fire in the Hold               |                            | s12e02            |
| 3.  | S tajfunem v patách           | Caution to the Wind            |                            | s12e03            |
| 4.  | Šokující odhalení             | Pushed to the Limit            |                            | s12e04            |
| 5.  | Přistání naslepo              | Blind Landing                  |                            | s12e05            |
| 6.  | Srážka nad Grand Canyonem     | Grand Canyon Disaster          |                            | s12e06            |
| 7.  | Neštěstí na O'Harově letišti  | Catastrophe at O'Hare          |                            | s12e07            |
| 8.  | Přehnaná pečlivost            | Focused on Failure             | Let United Airlines 173    | s12e08            |
| 9.  | Tragédie Lokomotivu Jaroslavl | Lokomotiv Hockey Team Disaster | Let Yak-Service 9633       | s12e09            |
| 10. | Smrt prezidenta               | Death of the President         | Havárie Tu-154 u Smolenska | s12e10            |
| 11. | Cesta do záhuby               | Heading to Disaster            |                            | s12e11            |
| 12. | 28 osudných sekund            | 28 Seconds to Survive          |                            | s12e12            |
| 13. | Beze stop                     | Air France 447: Vanished       | Let Air France 447         | s12e13            |

### Osmá řada (2013–14)
| Díl | Český název                   | Původní název                   | Článek         | Původní číslování |
| --- | ----------------------------- | ------------------------------- | -------------- | ----------------- |
| 1.  | Zápas se smrtí                | Fight To The Death              |                | s13e01            |
| 2.  | V zajetí rychlosti            | Speed Trap                      |                | s13e02            |
| 3.  | Nedorozumění                  | Lost In Translation             |                | s13e03            |
| 4.  | Tragédie na Potomacu          | Disaster on the Potomac         |                | s13e04            |
| 5.  | Havárie v Queensu             | Queens Catastrophe              |                | s13e05            |
| 6.  | V oku bouře                   | Into the Eye of the Storm       |                | s13e06            |
| 7.  | Masakr nad Středozemním mořem | Massacre over the Mediterranean | Let Itavia 870 | s13e07            |
| 8.  | Přílišná důvěra               | Imperfect Pitch                 |                | s13e08            |
| 9.  | Tragédie v ráji               | Terror in Paradise              |                | s13e09            |
| 10. | Nebeský Titanic               | Titanic in the Sky              |                | s13e10            |

### Devátá řada (2015)
| Díl | Český název                   | Původní název                   | Článek                    | Původní číslování |
| --- | ----------------------------- | ------------------------------- | ------------------------- | ----------------- |
| 1.  | Tragický omyl                 | Choosing Sides                  |                           | s14e01            |
| 2.  | Niki Lauda – Kam až lze zajít | Niki Lauda: Testing the Limits  |                           | s14e02            |
| 3.  | Beze stopy                    | Vanishing Act                   |                           | s14e03            |
| 4.  | Síla zvyku                    | Sideswiped                      |                           | s14e04            |
| 5.  | Poslední krok                 | The Final Push                  |                           | s14e05            |
| 6.  | Smrt JFK Juniora              | The Death of JFK Jr.            |                           | s14e06            |
| 7.  | Concorde v plamenech          | Concorde – Up in Flames         |                           | s14e07            |
| 8.  | Nehoda nebo atentát?          | Accident or Assassination       |                           | s14e08            |
| 9.  | Třetí pokus                   | No Clear Options                |                           | s14e09            |
| 10. | Smrt v Arktidě                | Death in the Arctic             |                           | s14e10            |
| 11. | Kam zmizel let MH370?         | What Happened to Malaysian 370? | Let Malaysia Airlines 370 | s14e11            |

### Desátá řada (2016)
| Díl | Český název             | Původní název           | Původní číslování |
| --- | ----------------------- | ----------------------- | ----------------- |
| 1.  | Tragická mise           | Deadly Mission          | s15e05            |
| 2.  | Peklo v Sao Paulu       | Carnage in Sao Paulo    | s15e10            |
| 3.  | Prudký náraz            | Steep Impact            | s15e09            |
| 4.  | Přílišné soustředění    | Fatal Focus             | s15e08            |
| 5.  | Osudové zpoždění        | Deadly Delay            | s15e07            |
| 6.  | Na hranici neštěstí     | Edge of Disaster        | s15e06            |
| 7.  | Osudná zásilka          | Fatal Delivery          | s15e04            |
| 8.  | Úder z nebes            | High Rise Catastrophe   | s15e03            |
| 9.  | Zděšení v San Franciscu | Terror in San Francisco | s15e02            |
| 10. | Osudové hlášení         | Fatal Transmission      | s15e01            |

### Jedenáctá řada (2016–17)
| Díl | Český název           | Původní název             | Článek                            | Původní číslování |
| --- | --------------------- | ------------------------- | --------------------------------- | ----------------- |
| 1.  | Přistání na řece      | River Runway              | Let Garuda Indonesia 421          | s16e08            |
| 2.  | Kolize na Tenerife    | Disaster at Tenerife      | Letecké neštěstí na Tenerife 1977 | s16e03            |
| 3.  | Neštěstí v Bagramu    | Afghan Nightmare          |                                   | s16e10            |
| 4.  | Osudné rozhodnutí     | Deadly Solution           | Let Indonesia AirAsia 8501        | s16e09            |
| 5.  | Vrah na palubě        | Murder in the Skies       | Let Germanwings 9525              | s16e07            |
| 6.  | Nebezpečné přiblížení | Dangerous Approach        | Let Continental Express 2286      | s16e06            |
| 7.  | Cena za vstřícnost    | Deadly Detour             |                                   | s16e05            |
| 8.  | Smrtící detail        | Deadly Detail             | Let China Airlines 120            | s16e04            |
| 9.  | Útok na Pentagon      | 9/11: The Pentagon Attack |                                   | s16e02            |
| 10. | Zlověstné ticho       | Deadly Silence            |                                   | s16e01            |

### Dvanáctá řada (2017)
| Díl | Český název               | Původní název      | Článek                             | Původní číslování |
| --- | ------------------------- | ------------------ | ---------------------------------- | ----------------- |
| 1.  | Ztracené letadlo          | The Lost Plane     | Let Thai Airways International 311 | s17e10            |
| 2.  | Smrtící nedbalost         | Deadly Discussions | Let LAPA 3142                      | s17e09            |
| 3.  | Útok nad Egyptem          | Terror Over Egypt  | Let Kogalymavia 9268               | s17e08            |
| 4.  | Tragický omyl             | Caught on Tape     | Let TransAsia Airways 235          | s17e07            |
| 5.  | Smrtící iluze             | Storming Out       | Let USAir 1016                     | s17e06            |
| 6.  | Poslední zatáčka          | Lethal Turn        | Let Garuda Indonesia 152           | s17e05            |
| 7.  | Smrtící jiskra            | Explosive Proof    | Let TWA 800                        | s17e04            |
| 8.  | Rozhodující okamžik       | Turning Point      | Let Air China 129                  | s17e03            |
| 9.  | Smrtící mýtus             | Deadly Myth        | Let Comair 3272                    | s17e02            |
| 10. | Hněv, který se nevyplatil | Killer Attitude    | Let Northwest Airlink 5719         | s17e01            |

### Třináctá řada (2018)
| Díl | Český název               | Původní název                                     | Článek                   | Původní číslování |
| --- | ------------------------- | ------------------------------------------------- | ------------------------ | ----------------- |
| 1.  | Mrazivá hrozba            | Dead of Winter (Continental Airlines Flight 1713) |                          | s18e10            |
| 2.  | Nezdařený průlet          | Deadly Go Round                                   |                          | s18e09            |
| 3.  | Klamné zdání              | Deadly Inclination                                |                          | s18e08            |
| 4.  | Volný pád                 | Free Fall                                         |                          | s18e07            |
| 5.  | Tragická zkouška          | Deadly Mission                                    |                          | s18e06            |
| 6.  | Osudné opomenutí          | Deadly Display                                    |                          | s18e05            |
| 7.  | Trasa smrti nad Ukrajinou | Deadly Airspace                                   | Let Malaysia Airlines 17 | s18e04            |
| 8.  | Nedostatek disciplíny     | Deadly Distraction                                |                          | s18e03            |
| 9.  | Únava a nedbalost         | Blown Away                                        |                          | s18e02            |
| 10. | Šrouby a matice           | Nuts and Bolts                                    |                          | s18e01            |

### Čtrnáctá řada (2019)
| Díl | Český název          | Původní název      | Původní číslování |
| --- | -------------------- | ------------------ | ----------------- |
| 1.  | Smrtící klesání      | Deadly Descent     | s19e01            |
| 2.  | Smrt na závodech     | Death Race         | s19e02            |
| 3.  | Předčasný zákrok     | Fatal Approach     | s19e03            |
| 4.  | Hraniční řešení      | Borderline Tactics | s19e04            |
| 5.  | Extrémní úhel        | Deadly Pitch       | s19e05            |
| 6.  | Fatální souhra náhod | Fatal Climb        | s19e06            |
| 7.  | Mimo dráhu           | Runway Runoff      | s19e07            |
| 8.  | Omezené možnosti     | Lethal Limits      | s19e08            |
| 9.  | Fotbalová tragédie   | Football Tragedy   | s19e09            |
| 10. | Zbytečná nehoda      | Slam Dunk          | s19e10            |

### Patnáctá řada (2020)
| Díl | Český název          | Původní název       | Článek                          | Původní číslování |
| --- | -------------------- | ------------------- | ------------------------------- | ----------------- |
| 1.  | Klesání ke Káthmándú | Kathmandu Descent   |                                 | s20e01            |
| 2.  | Neskutečný úhel      | Impossible Pitch    | Let West Air Sweden 294         | s20e02            |
| 3.  | Výbušné přistání     | Explosive Touchdown |                                 | s20e03            |
| 4.  | Zmatek na dráze      | Taxiway Turmoil     |                                 | s20e04            |
| 5.  | Staré návyky         | Runway Breakup      |                                 | s20e05            |
| 6.  | Mrazivý sestup       | Icy Descent         |                                 | s20e06            |
| 7.  | Na hladinu Atlantiku | Atlantic Ditching   |                                 | s20e07            |
| 8.  | Bez výstrahy         | No Warning          | Let Trigana Air Service 267     | s20e08            |
| 9.  | Vrah v kokpitu       | Cockpit Killer      | Let LAM Mozambique Airlines 470 | s20e09            |
| 10. | Dusno v kokpitu      | Stormy Cockpit      |                                 | s20e10            |

### Šestnáctá řada (2021)
| Díl | Český název              | Původní název           | Původní číslování |
| --- | ------------------------ | ----------------------- | ----------------- |
| 1.  | Drama nad severním mořem | North Sea Nightmare     | s21e01            |
| 2.  | Příliš mnoho chyb        | Playing Catch Up        | s21e02            |
| 3.  | Tragický vzlet           | Tragic Takeoff          | s21e03            |
| 4.  | Stopka pro Boeing MAX 8  | Grounded Boeing MAX 8   | s21e04            |
| 5.  | Tragédie v kabině        | Cabin Catastrophy       | s21e05            |
| 6.  | Zmatky nad Káthmándú     | Meltdown Over Kathmandu | s21e06            |
| 7.  | Zmařená mise             | Mission Disaster        | s21e07            |
| 8.  | Rozptýlená pozornost     | Caught in a Jam         | s21e08            |
| 9.  | Sekundy do přistání      | Seconds from Touchdown  | s21e09            |
| 10. | Nedoručená zásilka       | Deadly Deliver          | s21e10            |

### Sedmnáctá řada (2022)
| Díl | Český název            | Původní název        | Článek                  | Původní číslování |
| --- | ---------------------- | -------------------- | ----------------------- | ----------------- |
| 1.  | Vyčkávací okruh        | Holding Pattern      |                         | s22e01            |
| 2.  | Drama nad Portugalskem | Peril over Portugal  |                         | s22e02            |
| 3.  | Pád bombardéru         | Stealth Bomber Down  |                         | s22e03            |
| 4.  | Dvojí porce potíží     | Double Trouble       | Let Trans-Air 671       | s22e04            |
| 5.  | Pád do Pacifiku        | Pacific Plunge       | Let Alaska Airlines 261 | s22e05            |
| 6.  | Drama nad Michiganem   | Terror over Michigan |                         | s22e06            |
| 7.  | Náraz do stromů        | Tree Strike Terror   |                         | s22e07            |
| 8.  | V naprosté tmě         | Pitch Black          |                         | s22e08            |
| 9.  | Postrach na palubě     | Turboprop Terror     |                         | s22e09            |
| 10. | Smrt Kobeho Bryanta    | Loss of a Legend     |                         | s22e10            |